# Marlena Schön
Marlena Schön (* 16. Mai  1987  in Gießen) ist eine  deutsche Basketballspielerin. Sie machte ihr Abitur an der Liebigschule in Gießen und studiert Jura an der Justus-Liebig-Universität in Gießen. 
Schön begann ihre Basketballkarriere  1996 beim VfB Gießen, wechselte zum TSV Krofdorf-Gleiberg und schließlich  zum BC Marburg. Sie ist 1,69 m groß und wird  als Aufbauspielerin (Guard) und Flügelspielerin (Forward) eingesetzt. Beim BC Marburg  spielte sie anfangs  in der 2. Mannschaft in der 2. Damen-Basketball-Bundesliga und nach dem Abstieg des Teams in der 1. Regionalliga. Ab der Saison 2004/05 wurde sie auch in der 1. Mannschaft in der 1. Damen-Basketball-Bundesliga eingesetzt.
Schön war U20-Jugendnationalspielerin und wurde 2003 Deutsche Meisterin im Shoot-Out-Wettbewerb im Streetball.
Im Regionalligaspiel am 12. Oktober 2007 (eine Woche vor dem Season Opening 2007 der 1. DBBL) zog sie sich einen Kreuzbandriss zu und fiel die gesamte Saison 2007/2008 und nach erneuter Verletzung auch die Saison 2008/2009 und 2009/2010 aus. Von der Saison 2010/2011 bis inklusive der Saison 2012/2013 wurde sie ausschließlich im Regionalligateam des BC Marburg eingesetzt. In der Saison 2013/2014 stand sie wieder im Kader des Bundesligateams, verletzte sich aber erneut. Als Assistenzcoach trainierte sie zusammen mit Chefcoach Jenny Unger und Birte Schaake das WNBL-Team Mittelhessen, welches Deutscher Vizemeister 2014 wurde.